# Katharina Kuhlmann

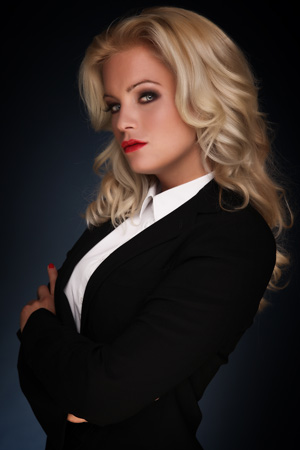
Katharina Kuhlmann bei Fotoaufnahmen für die Tuning World 2009

Katharina Kuhlmann (* 1. Juli 1977 in Hannover) ist eine deutsche Fernsehmoderatorin und Model.

## Leben
Katharina Kuhlmann lebt seit 1992 am Bodensee und engagiert sich als bekennende Veganerin für die Tierrechtsorganisation PETA.
Kuhlmann arbeitete seit dem Jahr 2000 beim ZDF und bei Sat.1. Außerdem moderierte sie bei ProSieben und Sport1 gemeinsam mit Christina Surer und Lina van de Mars die Sendung Tuning TV. Im Jahr 2003 wurde sie bei der Tuning World Bodensee, Deutschlands größter Tuning-Messe, zur „Miss Tuning“ gewählt.
2006 war Kuhlmann neben Mola Adebisi Co-Moderatorin des DSF-Formats Martial Arts Xtreme. Sie zierte 2007 die Titelseite der Oktoberausgabe des Männermagazins Playboy und im selben Jahr spielte sie in dem Film Vollidiot die Rolle einer Prostituierten im Bordell Pascha. Seit 2008 ist sie als Moderatorin für motorvision.de unterwegs und begleitet die Image-Kampagne von ap Sportfahrwerke.
Im Computerspiel Race Driver: GRID ist Katharina Kuhlmann als virtueller Avatar (Spielfigur) positioniert; 2009 gründete sie ihre eigene Firma. Seit Juli 2010 moderiert sie für den deutschen TV-Sender SPORT1 das Format „Turbo Top 10“ sowie live von der MotoGP und im Jahre 2011 stellte sie ein „Wellness Car“ auf der Tuning World Bodensee vor.
Dieser umgebaute Mercedes-Benz SL 500 verfüge laut eigener Aussage über eine eingebaute Box, die mithilfe einer Art Elektrotherapie die Insassen während der Fahrt „gesünder“ machen solle. Seither wurde von dieser Erfindung nicht mehr berichtet.
Zur Frankfurter Buchmesse 2014 erscheint ihr erster Roman Die Reise nach Veganien, in dem sie in Form einer Geschichte für Kinder erzählt, was vegan bedeutet. 2018 ist sie im Tierrechtsfilm Citizen Animal – A Small Family’s Quest for Animal Rights zu sehen.

## Werke
- Die Reise nach Veganien: Mona und Frida – eine saustarke Freundschaft. Roman. Weissbooks, Frankfurt 2014, ISBN 978-3-86337-068-8.